# 壱岐市立芦辺中学校
壱岐市立芦辺中学校（いきしりつ あしべちゅうがっこう, Iki City Ashibe Junior High School）は、長崎県壱岐市芦辺町中野郷西触にある公立中学校。略称「芦中（あしちゅう）」。
2019年（令和元年）11月1日より新校舎（旧・壱岐市立那賀中学校跡地）に移転した。

## 概要
歴史
壱岐市の公立中学校規模適正化に伴い、2011年（平成23年）4月に、芦辺地区の以下の中学校3校を統合して開校した。校舎は当初、旧・田河中学校のものを継承。校舎の老朽化により、2019年（令和元年）11月に旧・那賀中学校校地に新校舎が完成し、移転を完了した。
- 壱岐市立田河中学校（略称「田中」（たちゅう））
- 壱岐市立箱崎中学校（略称「箱中」（はこちゅう））
- 壱岐市立那賀中学校（略称「那賀中」（なかちゅう））

校章
統合に伴い、公募され、新しくなり、統合前の3校が1つとなって夢と希望に満ちた新中学校を築いていってほしいという思いを表現。中央の3つの輪は3校の輪により1つの大きな輪（和）をつくることを示している。
校歌
統合に伴い、新しく制定された。作詞、作曲ともに原田千春による。歌詞は3番まであり、1番と2番に「芦辺中学」、3番に「芦辺中学校」が登場する。
校区
住所表記で壱岐市の後に芦辺町が続く地域
- 旧田河中校区 - 田河小・芦辺小・八幡小（やはた）
- 旧箱崎中校区 - 箱崎小・瀬戸小
- 旧那賀中校区 - 那賀小

通学手段
- 徒歩
- 旧箱崎地区、田河地区からは登下校時スクールバスが運行されている。

## 沿革
- 2011年（平成23年）

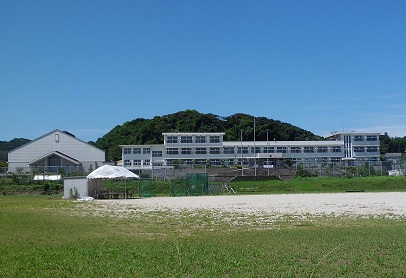
旧校地

  - 4月1日 - 中学校規模適正化（統廃合）により、芦辺地区にあった中学校3校が統廃合され、「壱岐市立芦辺中学校」（現校名）が開校。
    - 生徒数241名、学級数9でのスタート。
    - 箱崎小学校校区と那賀小学校校区からスクールバスの運行が開始。

  - 7月 - 芦辺地区の公立小中学校（7校）、各校給食調理方式が廃止。
  - 9月 - 壱岐市全公立小中学校の給食調理が壱岐市学校給食センター（壱岐市勝本町亀石）で一括して行われ、各校に配送されるようになる。
- 2019年（令和元年）11月1日 - 旧・壱岐市立那賀中学校校地に新校舎が完成し、移転を完了。
  - 旧所在地 : 〒811-5315 長崎県壱岐市芦辺町諸吉二亦触1886番地（北緯33度46分56.4秒 東経129度45分35.5秒 / 北緯33.782333度 東経129.759861度）
  - 新所在地 : 〒811-5757 長崎県壱岐市芦辺町中野郷西触400-1[1]
  - 旧田河中学校校舎は老朽化が進み、危険校舎と認定されていた。校地はそのままで校舎を改築する案や、芦辺町諸吉大石触にある芦辺ふれあい広場（運動公園）に建設する案なども検討されたが、どちらも海に近く、津波が発生した場合に危険だということで、高地にある旧那賀中学校跡地に新校舎を建設することが決定した。
  - 体育館は旧那賀中学校時代のものを継承。
  - 校地が田河小学校校区内から那賀小学校校区内に変更となったため、スクールバス使用対象生徒が田河小校区と箱崎小校区の生徒に変更となる。

## アクセス
- バス -壱岐交通[2]「芦辺中学校前[3]」バス停。
  - 郷ノ浦港より
    - 「芦辺港行き」に乗車。
    - 「郷ノ浦（本町）行き」→本町で下車→「国分経由勝本行き」か「中野郷経由芦辺・八幡行き」のバスに乗車。

  - 芦辺港より
    - 「郷ノ浦港」行きに乗車。

旧校地
- バス - 壱岐交通「田河校前」より徒歩15 - 20分

## 周辺
- 壱岐市立那賀小学校
- 壱岐市立那賀幼稚園
- 壱岐市役所那賀事務所
- 有限会社アグリランドいき事務所（旧JA壱岐市那賀支所）
- 壱岐市消防本部
- 壱岐警察署那賀警察官駐在所
- 壱岐国分郵便局
- 国片主[4]神社
- 国分寺跡
- 国分寺
- へそ石-壱岐の中心に立つ石。

旧校地
- 壱岐市立田河幼稚園
- 壱岐市立田河小学校
- 九電工壱岐営業所